# Hermann von Rohden
Hermann von Rohden (Barmen, 21 febbraio 1852 – Haguenau, 21 febbraio 1916) è stato un educatore e archeologo tedesco.
È noto per i suoi studi sulle antiche terrecotte romane.
Era il fratello del teologo Gustav von Rohden.

## Biografia
Studiò filologia classica, storia dell'arte e archeologia alle università di Bonn (1871/72) e di Lipsia (1873/74). Come studente fu influenzato dall'archeologo Reinhard Kekulé von Stradonitz, dai filologi Franz Bücheler e Hermann Usener e dallo storico dell'arte Anton Springer. Dopo la laurea, grazie a una borsa di studio dell'Istituto archeologico germanico, intraprese un viaggio di studio in Italia e in Grecia. Dopo il ritorno in Germania, lavorò come insegnante ad Hagenau.

## Pubblicazioni
- "De mundi miraculis quaestiones selectae", Bonn 1875 (dissertazione).
- Die Terracotten von Pompeji, Stuttgart 1880 (Volume 1 della serie Die antiken Terracotten di Reinhard Kekulé von Stradonitz:).
- Zum Hermes des Praxiteles, In: "Jahrbuch des Kaiserlichen Deutschen Archäologischen Instituts", vol. 2 (1887).
- Die Panzerstatuen mit Reliefverzierung In: Bonner Studien. Aufsätze aus der Altertumswissenschaft, (dedicato alla memoria di Reinhard Kekulé). Berlin, 1890, pp. 1–20.
- Die Typen der figürlichen Terrakotten, 1903  (Volumi 2 & 3 of Die antiken Terracotten, con Reinhard Kekulé, Franz Winter).[1]
- Architektonische römische Tonreliefs der Kaiserzeit (in collaborazione con Hermann Winnefeld). Berlin, 1911.[2]

Ha anche scritto significativi contributi per i 3 volumi di August Baumeister "Denkmäler des klassischen Altertums zur Erläuterung des Lebens der Griechen und Römer in Religion, Kunst und Sitte".